# ميخائيل كارمين
ميخائيل كارمين (بالإنجليزية: Michael Carmine)‏ هو ممثل أمريكي، ولد في 6 مارس 1959 في الولايات المتحدة، وتوفي في 14 أكتوبر 1989 بنيويورك في الولايات المتحدة.

## وصلات خارجية
- ميخائيل كارمين على موقع IMDb (الإنجليزية)
- ميخائيل كارمين على موقع أول موفي (الإنجليزية)
- ميخائيل كارمين على موقع قاعدة بيانات برودواي على الإنترنت (الإنجليزية)
- ميخائيل كارمين على موقع قاعدة بيانات الفيلم (الإنجليزية)